# Aloë (restaurang)

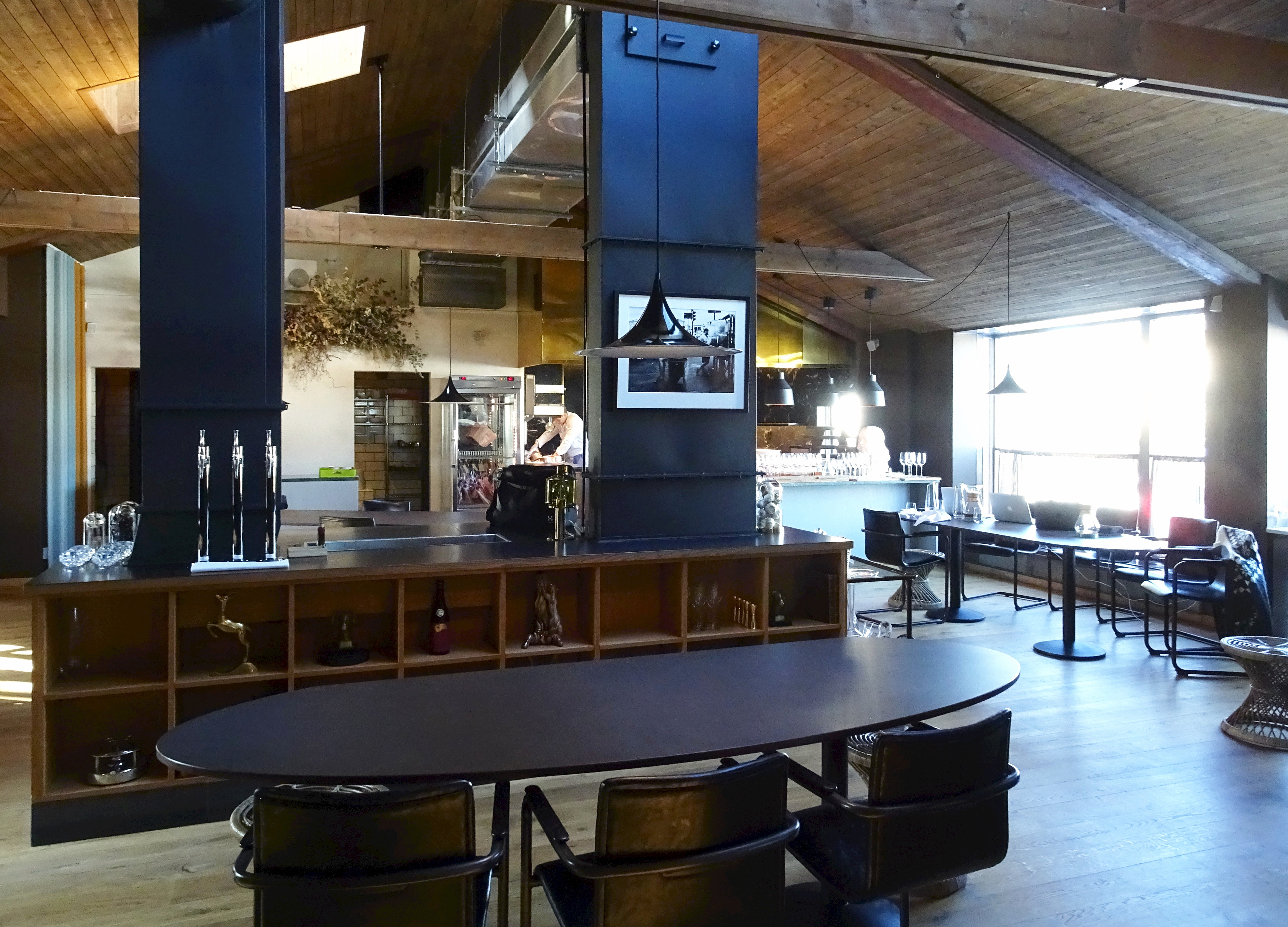
Aloës inre gästrum, 2020.

Aloë är en restaurang på Svartlösavägen 52 i stadsdelen Långbro i södra Stockholm.
Restaurangen öppnades 2015 av Daniel Höglander och Niclas Jönsson i en äldre konsumbyggnad i villaområdet. Jönsson hade ett förflutet på Lux och Bon Lloc och Höglander på Esperanto, Vassa Eggen och Operakällaren.
Restaurangen har plats för 35 gäster som serverar avsmakningsmenyer i lyxklassen. 
Aloë är latin för okänt ursprung. Enligt Höglander är namnet delvis valt för att inte säga något om den gastronomiska inriktningen, vilken kan beskrivas som en motreaktion mot den nynordiska trenden, med dess säsongsbundna och närproducerade råvaror.
Sedan 2017 driver man även den enklare systerkrogen Rinos bodega i samma fastighet.
Aloë belönades med en stjärna i prestigefyllda Guide Michelin 2018, vilket 2020 utökades till två.
I april 2024 meddelades att Aloë kommer att stänga.